# Reggimento Semënovskij
Il Reggimento della guardia Semënovskij (in russo Семёновский лейб-гвардии полк?, Semënovskij lejb-gvardii polk) fu uno dei due più antichi reggimenti di guardie dell'esercito imperiale russo.
Nel 2013 è stato ricostituito come 1º Reggimento fucilieri autonomo "Semënovskij" (in russo 1-й отдельный стрелковый Семёновский полк?, 1-j otdel'nyj strelkovyj Semёnovskij polk, unità militare 75384).

## Storia

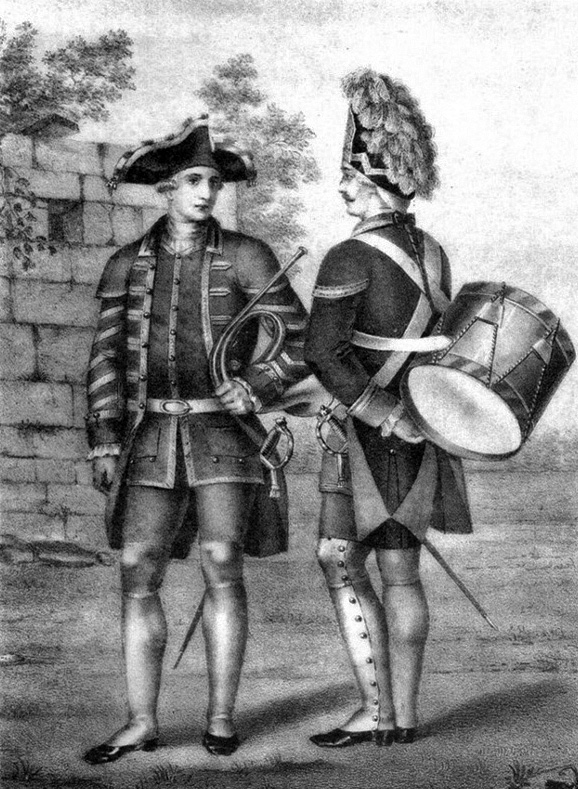
Musicisti del Reggimento Semënovskij, 1742-1762

La sua storia risale al 1683, ed all'"esercito giocattolo" di Pietro il Grande. Nel 1700 fu nominato reggimento di guardie Semënovskij (dal nome del villaggio Semënovskoe nei pressi di Mosca, dove inizialmente risiedeva). A partire dal 1723 il reggimento fu stanziato a San Pietroburgo.
Nel corso della grande guerra del Nord, il reggimento combatté la battaglia di Narva, e nel 1703 assediò con successo la fortezza di Nien conquistando la flotta svedese alla foce del fiume Neva, partecipando alla campagna di Prut del 1711.
Il reggimento partecipò alla guerra russo-turca del 1735-1739, alle guerre russo-svedesi del 1741-1743 e del 1788-1790. L'intero reggimento combatté le guerre con la Francia (1805, 1806-07, 1812-14) e la Turchia (1828-29 e 1877-78).
Nel 1905 contribuì a sedare la rivolta armata di Mosca.
Durante la prima guerra mondiale il reggimento fu inviato sul fronte sudoccidentale all'interno della I divisione di fanteria della Guardia. Il battaglione di riserva, rimasto a San Pietroburgo, prese parte alla rivoluzione di febbraio nel 1917.
Nel marzo 1918 il reggimento Semënovskij tornò dal fronte, e fu sciolto lo stesso mese.
Nel 2013 il presidente russo Vladimir Putin ha firmato un decreto che prevede la rinascita del reggimento col nome di 1º Reggimento fucilieri autonomo "Semënovskij" all'interno della guardia del Cremlino.